# Lavasjärvi
Lavasjärvi är en sjö i Finland. Den ligger i kommunen Siikais i landskapet Satakunta, i den sydvästra delen av landet, 240 km nordväst om huvudstaden Helsingfors. Lavasjärvi ligger 63,4 meter över havet. Arean är 84,9 hektar och strandlinjen är 6,4 kilometer lång. Sjön  ingår i Karvia å huvudavrinningsområde.   I omgivningarna runt Lavasjärvi växer i huvudsak blandskog.